# مقاطعة كلاي (أركنساس)
مقاطعة كلاي (بالإنجليزية: Clay County)‏ هي إحدى مقاطعات ولاية أركنساس في الولايات المتحدة الأمريكية.